# شيرشاه
تم عرض فيلم شيرشاه الهندي عام 2012 على منصة أوتيتي، من إخراج فيشنوفردهان وكتابة سانديب شريفستافا. تستند قصة الفيلم على حياة كابتين فيكرام باترا، الحائز على جائزة بارام فير شقرا. من إنتاج نيرمن دهراما برودكشن وكاش إنرتيمنت. قام الممثل سيدهارت مالهوترا بأداء دور مزدوج في الفيلم، كابتين فيكرام باترا وأخوه التَّوأم شيفال بترا، بينما أدت كيارا أدفاني دور صديقة فيكرام، ديمبل شيما.
كان من المقرَّر عرض الفيلم في الثالث من تموز 2020، لكن بسبب جائحة كوفيد - 19 العالميّة تمَّ تأجيله. كان إصدار الفيلم الأوَّل في 12 آب 2021 على أمازون برايم فيديو. عند عرضه، تلقَّى مالهوترا ردود الفعل الإيجابيَّة من الجمهور والنُّقاد على تمثيله. سيناريو شريفستاف، إخراج فيشنوفردهان، ديفيد، والتَّصوير السِّينمائي.

## الممثِّلين
- سيدهارت مالهوترا
- كيارا أدفاني
- مير سرفار

## الإنتاج
أكَّد كاران جوهر أنَّه سينتج فيلم في 2018 عن حياة كابتين فيكرام باترا. تمَّ اختيار سيدهارت مالهوترا لتمثيل دور مزدوج بترا وشقيقه التوأم فيشال. قامت كيارا أدفاني بأداء الدور بعد أن تم ترشيح عدَّة ممثلات لأداء دور صديقة باترا، ديمبل شيما. بدأ التدريب العسكري لمالهوترا للفيلم في 17 أبريل، 2019. اعتقد أنَّ الفيلم سيكون بعنوان «ميرا ديل مانغي مور» قبل الإعلان الرَّسمي لكن تم تغييره لاحقاً إلى «شيرشاه».
تمَّ الإعلان بشكل رسمي عن الفيلم في 2 مايو 2019 وأُكَّد عنوان الفيلم وموقع التصوير في شانديغار، بالامبور، كارجيل، لداخ، وكشمير.